# Mbembe
L'mbembe, Cross River és una llengua que es parla al sud-est de Nigèria, a les LGAs d'Obubra i d'Ikom, a l'estat de Cross River i a la LGA d'Abakaliki, a l'estat d'Ebonyi. No s'ha de confondre amb la llengua mbembe, Tigon que es parla al Camerun.
El mbembe del Cross River és una llengua que forma part del grup lingüístic de les llengües mbembe-legbo, que formen part de la família lingüística de les llengües de l'alt Cross. Les altres llengües del mateix grup lingüístic són el legba, el lenyima i el leyigha.

## Ús i dialectologia
L'mbembe de Cross River és una llengua que gaudeix d'ús vigorós (6a); tot i que no està estandarditzada, és parlada per persones de totes les edats i generacions. La llengua és escrita amb alfabet llatí des del 1885, quan es va escriure la seva gramàtica. Segons l'ethnologue, el 1982 hi havia 100.000 parlants de mbembe de Cross River.
Els dialectes de l'mbembe de Cross River són l'adun, l'apiapum, l'ekama, l'oferikpe, l'ofombonga, l'ofonokpan, l'okom i l'osopong.

## Població i religió
El 95% dels 191.000 mbembes de Cross River són cristians; d'aquests, el 60% són protestants, el 25% segueixen esglésies cristianes independents i el 15% són catòlics. El 5% dels mbembes restants creuen en religions tradicionals africanes.